# Holtei-Denkmal (Breslau)

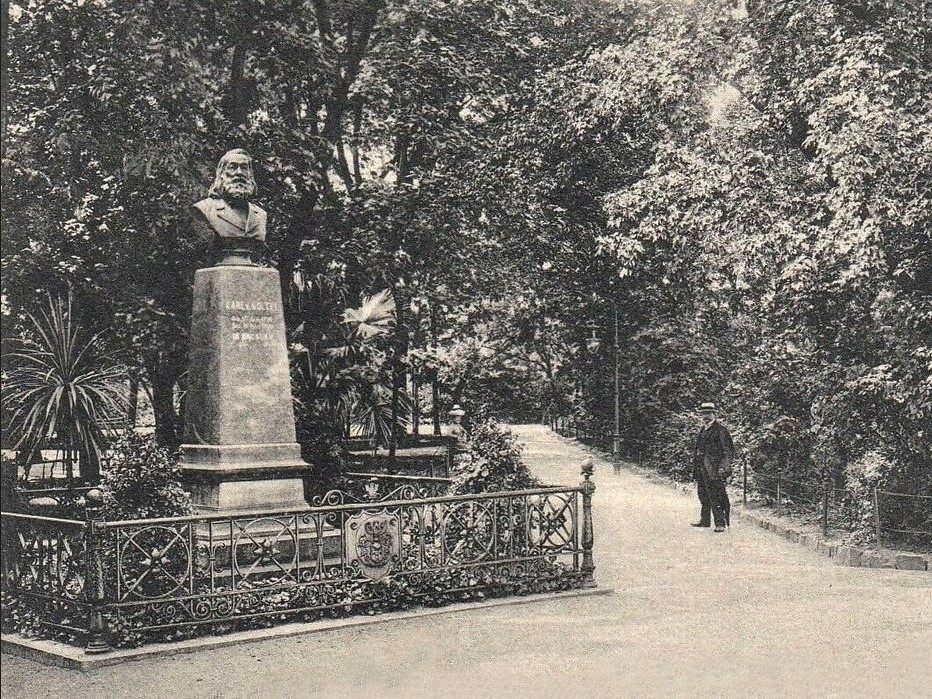
Holtei-Denkmal, 1906

Das Holtei-Denkmal (schlesisch Hultei-Denkmoal) auf der Holteihöhe (früher Ziegelbastion genannt) in Breslau war ein Denkmal für Karl von Holtei.

## Geschichte
Auf der ehemaligen Ziegelbastei in Breslau stand das Denkmal des schlesischen Dialektdichters, Dichters und Schauspielers Karl von Holtei, dessen Name mit dem Ort der Aufstellung Holteihöhe unvergesslich für jeden Breslauer verbunden war. Die auf einem roten Granitsockel befindliche Büste war nach dem Modell des Bildhauers Albert Rachner gegossen und am 24. Januar 1882 enthüllt worden. 1945 wurde das Denkmal zerstört.
Inschriften
CARL v. HOLTEI
Geb. 24. Januar 1798

Gest. 12. Februar 1880 
IN BRESLAU